# Немања Марковић
Немања Марковић (Крагујевац, 3. јул 1915 — ) био је учесник Народноослободилачке борбе, друштвено-политички и спортски радник СР Србије и југословенски репрезентативац у стрељаштву.

## Биографија
Рођен је 3. јула 1915. у Крагујевцу. Основну школу и гимназију је завршио у родном месту, а потом је студирао на Правном факултету у Београду. Током студија прикључио се револуционарном студентском покрету. Члан тада илегалне Комунистичке партије Југославије (КПЈ) постао је 1937. године. Током студија је као комуниста више пута био хапшен и прогањан од полиције.
Његовом заслугом, руководство Покрајинског комитета КПЈ за Србију се повезало са Јанком Јанковићем, шефом картотеке Специјалне полиције у Београду, који му је био рођак. Сарадња са Јанковићем била је веома значајна за деловање КПЈ у окупираном Београду.
Након окупације Југославије, 1941. учествовао је у организовању устанка и био борац Крагујевачког партизанског одреда, а касније борац Прве пролетерске ударне бригаде. Каније је био члан Политодела Треће далматинске ударне бригаде, са којим је уествовао у бици на Сутјесци, током маја и јуна 1943. године. Као врхунски стрелац у току рата се истицао својим стрељачким способностима. У писму Коминтерни, упућеном октобра 1942. Јосип Броз Тито навео је неколико његових подвига — „у последњим борбама код Кључа са 7 метака убио је 7 усташа. Прошле године у Србији он је у борби код Равне горе с недићевцима с 8 метака убио 8 недићевих бандита”. Током масовног стрељања грађана Крагујевца, октобра 1941. стрељани су његов отац и два брата.
После ослобођења, био је члан и потом секретар Окружног комитета КПЈ за Крагујевац, директор Дирекције електропривреде Народне Републике Србије, министар у Влади НР СРбије, председник Народног одбора крагујевачког среза (од 1952), предсесник Комисије за верска питања Извршног већа Скупштине СР Србије. Биран је за члана Централног комитета СК Србије и Главног одбора ССРН Србије, као и за народног посланика Народне скупштине ФНРЈ и Народне скупштине НР Србије.
Био је један од првих стрелаца У Југославији и победник на међународном такмичењу у Лозани, потом вишеструки репрезентативац Југославије и рекордер у стрељаштву и председник Стрељачког савеза Србије.
Носилац је Партизанске споменице 1941. и других југословенских одликовања, међу којима су — Орден братства и јединства првог реда, Орден заслуга за народ првог реда, Орден за храброст и Орден партизанске звезде трећег реда.